# 西蒙·哈尔
西蒙·哈尔·延森（丹麥語：Simon Hald Jensen，1994年9月29日—），生于奥尔堡，丹麦男子手球运动员。他曾代表丹麦国家队参加2024年夏季奥林匹克运动会男子手球比赛，获得一枚金牌。